# 英雄傳說VI 空之軌跡
《英雄傳說VI 空之軌跡》是日本Falcom公司製作的角色扮演遊戲。本作為英雄傳說系列的第六代作品，也是該系列第三期軌跡系列第一系列作。包含了《英雄傳說 空之軌跡FC》、《英雄傳說 空之軌跡SC》、《英雄傳說 空之軌跡 the 3rd》共3部作品。
Falcom慶祝創立30周年之時，正式宣布將推出動畫作品，並於2011年11月贩售以《英雄傳說 空之軌跡 THE ANIMATION》作為標題的OVA動畫。
2024年8月宣布推出3D重製「空之軌跡 Remake Project」，預定2025年於Nintendo Switch、PS5、Steam平台發售。
相關作品簡稱
| 『空』  | ：英雄傳說Ⅵ 空之軌跡 三部作品的統稱 |
| 《FC》  | ：英雄傳說 空之軌跡FC               |
| 《SC》  | ：英雄傳說 空之軌跡SC               |
| 《3rd》 | ：英雄傳說 空之軌跡 the 3rd         |

## 概要
《英雄傳說VI 空之軌跡》中以假想能源「導力」，架構出獨特科技的世界觀。位處在塞姆利亞大陸上，被埃雷波尼亞帝國及卡爾瓦德共和國包圍的利貝爾王國為主要舞台。而以想成為遊擊士的艾絲蒂爾與約書亞為主角，描述兩人在旅行中發生的許多故事。
- 故事由前篇《空之軌跡FC》、後篇《空之軌跡SC》以及外傳《空之軌跡 the 3rd》組成。
- 本作設定與之前的英雄傳說系列第1期《伊賽魯哈撒篇》、第2期《卡卡布三部曲》並無相關。
- 遊戲發佈在電腦Microsoft Windows平台，而後也移植到了家用主機PlayStation Portable及PlayStation 3平台。
- 簡體中文版由娛樂通在中國大陸發售，繁體中文版由英特衛和Typhoon Games在臺灣及香港發售。

### FC

空之軌跡FC 遊戲封面

2004年6月24日《英雄傳說VI 空之軌跡》的PC版本在日本發售。是英雄傳說系列第六部作品與軌跡系列第一部作品。而在《SC》發售後，本作名稱更改為《英雄傳說 空之軌跡FC》。其中 FC 表示 First Chapter 的簡稱。
- 為英雄傳說系列首次使用3D引擎製作，以及首次擁有主唱的主題曲的遊戲。

- 遊戲包裝的插圖畫家為椎名優。

- 本作在最後揭開了故事中難以解釋的疑點，然而後續的劇情收錄在《SC》中。

### SC

空之軌跡SC 遊戲封面

2006年3月9日《英雄傳說 空之軌跡SC》的PC版本在日本發售。是英雄傳說系列第七部作品與軌跡系列第二部作品。其中 SC 表示 Second Chapter 的簡稱。
- 從《SC》開始英雄傳說系列的代號不再出現在標題上。Falcom曾經為了此取消代號的措施，在《英雄傳說 零之軌跡》發售時，特別於官方Twitter上說明此確定為英雄傳說系列第七代作品[2]。

- 為英雄傳說系列首次在戰鬥中使用角色配音的遊戲。

- 初回特典版與角色聲優的廣播劇CD同捆，遊戲包裝的插圖畫家依舊為椎名優。

- 本作解謎了前作中所暴露的巨大陰謀，並將以利貝爾王國作為舞台的故事做了結束。

### the 3rd

空之軌跡 the 3rd 遊戲封面

2007年6月28日《英雄傳說 空之軌跡 the 3rd》的PC版本在日本發售。是英雄傳說系列第八部作品與軌跡系列第三部作品。內容是《SC》完結的半年後的新事件與後日談，屬於外傳性質，同時也是為下一部《英雄傳說VII》所布局的作品。
- 遊戲包裝的插圖畫家變更為HACCAN（日语：HACCAN）。

- 故事主角變更為《SC》中的配角，神父凱文·格拉漢及新登場的角色修女莉絲。遊戲中穿插許多主要角色們的故事，屬於補完前作設定的外傳性質作品。

- 初版即支援Windows Vista系統，隨後也推出了對應Windows 7的版本。

- 為Falcom官方在Microsoft Windows平台上所出的最後一部英雄傳說系列作品，其續作《英雄傳說VII》於PSP平台推出。

## 系統
詳細請參考：軌跡系列 系統
地圖場景及物件都是以3D構成，而人物是以2D構成。玩家的畫面是從一特定的角度向地圖俯視，室外場景可順逆時針旋轉視點，在戰鬥中也一樣可以旋轉視點，但室內及一些特定場景是無法自由旋轉視點的。

### 劇本組成
分為推進遊戲的主要劇情，與不影響主要劇情的支線劇情。
FC／SC
主角群們為游擊士，一邊處理著各項委託一邊使劇情向前推進。接下的委託全部被記載在遊擊士手冊內。完成委託後可回遊擊士協會領取獎金報酬及BP（Bracer-Point，游擊士功績），BP到一定程度則遊擊士階級會提升，階級上升時可獲得獎品。委託大略分為主要委託和次要委託的兩大種類。
主要委託
為推進故事劇情必須解決的委託。主要在協會接下或是被直接委託。
次要委託
原則上是不影響主線劇情推進的支線任務。在協會的委託公布欄上可接下。在特殊的時段或地點也有隱藏委託存在。
the 3rd
主角變更為星杯騎士，協會和BP都已經不存在，不過還是有類似遊擊士手冊的星杯手冊可以使用。
影之國探索
與FC／SC的主要委託相同，為推進故事劇情必須完成的探索。主角們必須在影之國四處探索找出逃離這異世界的方法。
記憶之扉
有「月之門」（長篇故事）、「星之門」（短篇故事）、「太陽之門」（小遊戲）三種類型散佈在影之國各處，進入需要滿足一定條件。
相當於FC／SC的次要委託，不影響主線劇情。但補完了許多登場角色過去各自的故事與劇情。

### 戰鬥系統
在此只介紹遊戲中獨有的特色系統。

其他系統詳細請參考：軌跡系列 戰鬥
以行動順序作為主軸的戰鬥系統，被命名「AT戰鬥系統」。
AT獎勵
對象行動時，根據行動回合的不同有可能獲得AT獎勵，AT獎勵顯示在戰鬥畫面左方的行動順序欄旁。到了《3rd》時AT獎勵的種類共計為11種。
連鎖攻擊
從《SC》開始增加了與隊友合作一同攻擊的連鎖戰技。參加了此連鎖戰技的隊友都必須消耗CP，且行動順序會大幅變動，但是擁有幾乎媲美S-Craft的威力，是極具戰略性的技能。

### 導力器
詳細請參考：軌跡系列用語列表 導力產物
設置結晶迴路後可發揮出各種功效的個人用機械裝置。根據使用者的不同，導力器構造也不同。
《FC》每個人物的導力器為6個孔，《SC》後增加為7個孔。

### 料理
詳細請參考：軌跡系列 料理手冊
吃了料理以後，該項料理會被記錄在「料理手冊」中，此後只要擁有指定的食材就能夠製作該項料理。料理有許多功能，最基本的就是回覆HP及解除異常狀態等效果。料理分為三大種類，有無法攜帶，製作後必須現場吃完的「大盤料理」還有能夠攜帶的「隨身料理」，《SC》後增加了可以作為在戰鬥中投射出去攻擊用的「攻擊料理」。

## 故事
- 空之軌跡FC

在利貝爾王國洛連特長大的少女艾絲蒂爾，自幼嚮往成為一名游擊士。她和父親收養的男孩約書亞以成為正游擊士為目標，一起走訪王國各地自我修行與解決各式各樣的委託。
兩人在旅途中與眾多的人們建立起了羈絆，最終也與眾人也解決了利貝爾王國的大事件；然而，約書亞卻在最後向艾絲蒂爾坦白了令人驚愕的事實……
- 空之軌跡SC

《FC》的事件結束後，艾絲蒂爾成為了正游擊士。然而在利貝爾各地接連產生了無法解釋的異變事件，前作事件中的各項謎點匯集成了更加巨大的可怕陰謀。
為了阻止難以窺見全貌的陰謀，守護利貝爾這片故土，也為了尋回她所珍視重要的人，艾絲蒂爾又再展開了新的旅程！
- 空之軌跡 the 3rd

《SC》完結的半年後，以凱文神父為主角，講述他與青梅竹馬的莉絲修女由於獲取了古代遺物「雷克爾斯的方石」，而遭捲入異世界的冒險經歷。
前兩作中的角色都將登場，他們將在這次的事件中面對自己不為人知的過往，找出逃離這異世界的方法!

### 章節
FC
- 序章 　父親、起程
- 第一章 消失的定期船
- 第二章 白花戀
- 第三章 黑色導力器
- 終章 　王都撩亂

SC
- 序章　 少女的
- 第一章 潛行的白影
- 第二章 狂暴的大地
- 第三章 紛亂的茶會
- 第四章 霧魔的
- 第五章 守護的信念
- 第六章 羈絆的所在
- 第七章 四輪之塔
- 第八章 迷亂之大地
- 終章 　空之軌跡

the 3rd
- 第零話 星杯騎士
- 第一話 影之國
- 第二話 異界化王都
- 第三話 金之道、銀之道
- 第四話 昏暗聖痕
- 第五話 光與影的迷宮
- 第六話 守護者的試煉
- 第七話 遙遠的炎群
- 最終話 歷盡艱險，終抵彼岸

## 世界設定
在此只介紹故事中曾出現之國家、地區場景。

詳細請參考：軌跡系列用語列表 世界情勢
塞姆利亞大陸在50年前的導力革命後，走向了全新的時代。而本作故事以大陸西南部緊鄰特迪斯海的利貝爾王國為主要舞台。

### 利貝爾王國
利貝爾王國（Kingdom Liberl）
位於塞姆利亞大陸西南部的王國，空之軌跡系列的舞台。
有著一千年以上的歷史，實行著君主制,但貴族制約在100年前被廢止。現在的國家元首是艾莉西亞·馮·奧絲雷賽女王。位於塞姆利亞大陸的西面，與北方的埃雷波尼亞帝國以及東部的卡爾瓦德共和國這兩個強國接壤着，是一個生存於兩大國間隙之中作為緩衝國的小國家，但其以豐富的七耀石資源及高科技的導力器技術及巧妙的外交手段來保持與各國對等的關係。
利貝爾王國以現實世界第二次世界大戰時的泰國作為參考模型。

#### 各地區域
位於利貝爾王國的中央的是廣大的瓦雷利亞湖，湖畔周圍有很多機關設施，例如傑尼絲王立學院和雷斯頓要塞，王都格蘭賽爾也位於湖的東面，因此瓦雷利亞湖在軍事和航運方面佔有極其重要地位。此外，王國共分為五個地區，而這五個地區的名稱也以各自的中心都市而命名。除了女王陛下的直轄地王都之外，其他四個地區的管轄任務都為其各自的市長負責。
王都格蘭賽爾（Grancel）
位於瓦雷利亞湖的東南方，與西南方的蔡斯和東北方的洛連特相連。王都全境被稱作為長城《亞寧堡》（Ahnen）的古代的城牆包圍。是利貝爾的首都，政治、文化的中心地，七耀教會大聖堂、王立競技場以及各國大使館等重要機關全部在此。
地方都市洛連特（Rolent）
位於瓦雷利亞湖的東北方，與西南方的王都格蘭賽爾和西方柏斯相連。市長是克勞斯。第一產業（農業、礦業）的中心，以七耀石和農作物聞名四海。雖然是純樸的鄉下地區，但在導力革命後因為擁有盛產七耀石的礦山，而成為對導力產業來說非常重要的城市。是艾絲蒂爾的出生地（家在市外），空之軌跡故事的起點。
商業都市柏斯（Bose）
位於瓦雷利亞湖的北方，與東方的洛連特和西南方的盧安相連，北側與埃雷波尼亞帝國也鄰接著。是利貝爾第2大城也是商業活動的中心。市長是梅貝爾。與帝國的國境交接處設有哈肯大門。
海港都市盧安（Ruan）
位於瓦雷利亞湖的西方，與北方的柏斯和東南方的蔡斯相連。位處於連接瓦雷利亞湖和亞瑟利亞灣的路畢諾河河口的海港城市，自古以漁業和海運為主的繁榮城市。不過近年來因為飛艇的發展帶起的空運，而使海運量不斷減少著，在百日戰役後與埃雷波尼亞帝國的貿易也驟降許多。近幾年正在產業中心遷移到旅遊業。市長在《FC》時是莫里斯·戴爾蒙，《SC》中選出了新市長諾曼。
工房都市蔡斯（Zeiss）
位於瓦雷利亞湖的南方，與西北的盧安和東北的王都格蘭賽爾相連，東側與卡爾瓦德共和國也鄰接著,不過因為與共和國關係較良好的緣故，並沒有像柏斯北側設立著如哈肯大門般的關口。是導力產業的中心地，市內的「蔡斯中央工房」的導力技術在大陸中也位居前茅。中央工房成為全市的中心，工房長為瑪多克，行使着管理中央工房与整个蔡斯市的职权。

### 其他國家、地區
盧·洛克爾訓練場
《SC》序章的舞台，列曼自治州的游擊士的訓練場。
浮游都市 － 利貝爾·方舟
《SC》後期登場的無人古代城市。以七至寶之一「輝之環」作為中樞，有著超越現今的古代文明科技。
影之國
《3rd》舞台。古代遺物「雷克爾斯的方石」內的異世界國度。

### 歷史
詳細請參考：軌跡系列用語列表 歷史
軌跡系列以被稱作「七耀曆」的曆法作為紀年方式，空之軌跡系列故事從七耀曆1202年開始。
百日戰役（Hunder Day's War）
《FC》的10年前（七耀曆1192年春），埃雷波尼亞帝國大規模侵略利貝爾王國的戰爭。
利貝爾王國轉眼之間被占領了除王都格蘭賽爾以外的大片國土。但藉由卡西烏斯上校（當時）的帶領作戰及卡爾瓦德共和國的協助，埃雷波尼亞帝國的侵略以失敗告終。而後兩國締結了和平條約，持續了大約一百天的戰爭宣告結束。
關於開戰理由，兩國至今都仍保持沉默。帝國政府將其稱為「由不幸的誤會而發生的錯誤」。並向利貝爾發表了正式的謝罪聲明。
哈梅爾的悲劇
不知名的武裝集團襲擊埃雷波尼亞帝國南部的哈梅爾村，造成村民在官方資料上全滅的事件。
帝國宣稱此為利貝爾王國軍侵入並且大規模屠殺的事件，為「百日戰役」的導火線
然而在戰爭過後帝國改稱哈梅爾村遭強盜侵襲滅村，因山崩的關係也禁止所有通往哈梅爾的道路。隨著時間的流逝也逐漸被眾人淡忘。

### 組織
詳細請參考：軌跡系列用語列表 組織
遊擊士協會（Bracer's Gulid）
以維護民間人士的安全和地域的和平作為首要目的，以遊擊士所組成的民間團體。
七耀教會
在塞姆利亞大陸上信徒最多的宗教組織，在學術、教育、醫療等領域中擔負著啟蒙和指導民眾的重任。
噬身之蛇（Ouroboros）
在世界上暗中活動的神秘結社。
利貝爾通訊社
發行利貝爾王國的新聞雜誌「利貝爾通訊」的媒體公司。社址在王都格蘭賽爾。
封印機構
將浮游都市「利貝爾·方舟」和「輝之環」封印起來的古代組織。

### 技術
埃爾賽尤號
利貝爾王國軍親衛隊最新的高速巡洋艦。
被稱為「潔白之翼」（又稱作希望之翼）。全長42亞矩，最高速度可達每小時3500賽爾矩。除了速度外，火力也很出色，裝備誘導子彈投射機等。同時搭載2台陸地用小型的導力戰車。
埃爾賽尤號在古代龍捕獲作戰和浮游都市突入作戰都非常活躍。
卡佩尔
利贝尔王国最新的导力技术中枢产品，拥有普通电脑难以比拟的运算处理能力，由大名鼎鼎的A.拉塞尔博士担任中枢设计，以及拉塞尔博士之女，艾莉卡.拉塞尔担任基础架构设计。
在《SC》中负责解析了【四轮之塔】内的数据水晶以及【塞姆利亚石】加工方法，显示出极强的分析能力。

## 登場人物
在此只簡略介紹遊戲中可操控的登場角色，詳細人物介紹請參考：

### 主角
最常駐的可操控角色。
艾絲蒂爾·布萊特（Estelle Bright，聲優：神田朱未）
《FC》、《SC》的主角，洛連特出身的游擊士。百日戰役的英雄卡西烏斯的親生女兒。
《FC》在16歲時與約書亞一起成為了準游擊士。因為父親失蹤的契機與約書亞踏遍利貝爾各地作為游擊士修行，在最後成為了正游擊士。
《SC》為了尋找消失的約書亞，以及調查國土內多起異變，而造訪利貝爾各地。
《3rd》與約書亞在旅行途中被神秘的光團所包圍，而被捲入影之國事件。
約書亞·布萊特（Joshua Bright，聲優：齋賀觀月）
《FC》、《SC》的男主角，準游擊士。艾絲蒂爾的義弟。
《FC》的5年前被布萊特家收養。有著琥珀色瞳孔的美少年。與艾絲蒂爾一起成為準游擊士在利貝爾國內旅行，此後成為正游擊士。但在最後向艾絲蒂爾坦白了在被布萊特家收養前的過去。
《SC》隱藏行蹤，在暗處與神秘組織「結社」對抗。
《3rd》與艾絲蒂爾在旅行途中被神秘的光團所包圍，而被捲入影之國事件。
凱文·格拉漢（Kevin Graham，聲優：中尾良平）
《SC》作為協助者登場，《3rd》的主角。七耀教會的巡迴神父。
《SC》在前往洛連特的飛艇上與艾絲蒂爾相識，隨後以教會的法術幫助了眾人不少次。似乎是古代遺物的專家。
《3rd》為了回收從湖底打撈的古代遺物「雷克爾斯的方石」再次造訪利貝爾，但遭方石的不明力量影響與莉絲一起被捲入異世界「影之國」。
莉絲·亞潔朵（Ries Argent，聲優：桑島法子）
《3rd》的主角，七耀教會的修女。凱文神父的青梅竹馬。
小時候與凱文一起在教會的相關機構長大，因教會任務前往利貝爾與凱文在隔了5年後再次相見。此後與凱文一起被捲入異世界「影之國」。

### 協力者
主角四人以外的可操控協力角色。為次要常駐角色但並非遊戲全程都可操控。

#### FC
雪拉紮德·哈維（Scherazard Harvey，聲優：塩山由佳）
身材姣好、散發性感風情的黑肉美女，有著「銀閃」別名的正遊擊士，專門指導新進遊擊士，很愛喝酒但酒品很差，喝醉會變成另一個人。被艾絲蒂爾看作親姊姊一般。
小時候是「哈維馬戲團」的一員，在來到洛連特表演時與布萊特一家結識。因為這個緣故與艾絲蒂爾自幼就開始熟識了。在馬戲團解散後，在卡西烏斯的指點下成為遊擊士，常稱呼卡西烏斯為「老師」。
《3rd》版衣裝非常性感暴露，在執行任務時被神秘的光團所包圍，而被捲入影之國事件。
奧利維爾·朗海姆（Olivier Lenheim，聲優：子安武人）
自稱為「為了尋求愛而旅行的絕世天才流浪演奏家」。從埃雷波尼亞帝國旅行來到利貝爾。
在利貝爾旅行時與艾絲蒂爾等人結識，個性非常輕浮且常常做出一堆常人無法理解的言行，屢次使周圍的人無言以對，但仍多次幫助了眾人解決各項事件。似乎對於帝國軍政高層皆有一定認識。與帝國駐利貝爾大使館武官穆拉是從小認識的朋友。
《3rd》時在帝國與穆拉一同被神秘的光團所包圍，而被捲入影之國事件。
緹妲·拉賽爾（Tita Russell，聲優：今野宏美）
世界聞名的導力學者阿爾巴特·拉賽爾博士的孫女。
12歲就成為了蔡斯中央工房的見習工程師。將艾絲蒂爾、約書亞視為自己的姊姊和哥哥。
《3rd》在自己的家中被神秘的光團所包圍，而被捲入影之國事件。
阿加特·科洛斯納（Agate Crosner，聲優：近藤孝行）
有著「重劍」的別名的正遊擊士。獨來獨往，個性有些強硬，但事實上是心口不一，內心無惡意。出身於利貝爾境內離帝國最近的拉文努村。
妹妹米夏在百日戰役喪命而自暴自棄，曾在盧安市成為不良集體渡鴉幫的領導人。不過在遇見為卡西烏斯後成為了遊擊士。
《3rd》在造訪拉賽爾家的時候被神秘的光團所包圍，而被捲入影之國事件。
克蘿賽·琳茲（Klose Rinz，聲優：皆口裕子）
傑尼絲王立學院的16歲女學生，個性溫柔。學院中劍術最高超的學生。身旁伴有名為「吉克」的白隼。
與來到盧安的艾絲蒂爾與約書亞相識，與兩人一同調查孤兒院縱火事件。似乎與王國軍政高層人士熟識。
《3rd》被神秘的光團所包圍，而被捲入影之國事件。
陣·瓦賽克（Zin Vathek，聲優：稻田徹）
有著「不動」別名，在大陸全境僅20多名的A級正遊擊士。個性直來直往的好漢，富有著人情味。因身材魁武高大，使得自己常被人說是熊。
卡爾瓦德共和國出身，「泰斗流」的武術家。前來利貝爾參加武術大會。與卡西烏斯因工作而結識。
《3rd》被神秘的光團所包圍，而被捲入影之國事件。

#### SC
凱文·格拉漢
請參考條目：主角
喬絲特·卡普亞（Josette Capua，聲優：莊司宇芽香）
「卡普亞三兄妹」中排行最小的妹妹。
原帝國貴族。但在破產後，與兩位哥哥駕駛了飛行挺「山貓號」成立了空賊團「卡普亞一家」。在《SC》協助了艾絲蒂爾等人解決異變後為女王赦免，與兩位哥哥和空賊團成員轉行為運輸公司「卡普亞快遞」。
《3rd》在工作途中被神秘的光團所包圍，而被捲入影之國事件。

#### the 3rd
尤莉亞·舒華茲（Julia Schwarz，聲優：小松由佳）
利貝爾王國軍中尉，王室親衛隊的隊長，埃爾賽尤號的艦長。
《FC》時喬裝為修女與艾絲蒂爾等人接觸，告知王國內部局勢並尋求幫助。《SC》時晉升為上尉、親衛隊大隊長。
《3rd》在埃爾賽尤號的演習途中被神秘的光團所包圍，而被捲入影之國事件。
穆拉·范德爾（Muller Vander，聲優：磯部弘）
帝國軍第七機甲師團所屬少校。
《FC》、《SC》擔任帝國駐利貝爾大使館的武官。
帝國名門范德爾家出身。性格正直作風嚴謹有紀律，十足的軍人楷模。是奧利維爾童年時期就認識的朋友。
《3rd》時在帝國與奧利維爾一同被神秘的光團所包圍，而被捲入影之國事件。
亞妮拉絲·艾爾菲德（Anelace Elfead，聲優：大河內雅子）
遊擊是協會柏斯分部的遊擊士，在《FC》半年前成為正遊擊士。
性格爽快，不拘小節，很有上進心。十分喜愛可愛的東西。是卡西烏斯劍術師傅，「八葉一刀流」掌門雲·卡法伊的孫女。使用著從祖父那學習的劍術。
《3rd》時在睡夢中被神秘的光團所包圍，而被捲入影之國事件。
亞蘭·理查（Alan Richard，聲優：三浦祥朗）
王國軍上校，百日戰役時的卡西烏斯的部屬。
對利貝爾遭列強環伺的不安而設立了情報部。《FC》犯下大錯後下獄服刑，《SC》協助抵禦了結社對王都的侵略遭到赦免，不久後從王國軍退伍，成立了民間公司「R&A調查社」。
《3rd》時在出差途中被神秘的光團所包圍，而被捲入影之國事件。
蕾恩（Renne，聲優：西原久美子）
如謎團般早熟的11歲少女，與艾絲蒂爾等人在《SC》時相遇
《3rd》時在前往克洛斯貝爾的途中被神秘的光團所包圍，而被捲入影之國事件。

## 發售版本
包含Falcom開發的日本版與各國移植版本。

### 日文版
Microsoft Windows版和PSP版以及PS3版都是日本遊戲公司Falcom所開發。
- 為方便排序，“標題行”混合在數據中。 此標題行僅在按升序排序時才能正常工作。 此外，即使按升序排序，移動到末尾的行在排序條件下也沒有意義。 例如，默認末尾的“FC”標題行在該狀態下沒有意義，但僅在最左側列中的升序排序中。 此外，使用“標題”列將排序順序返回到默認值。 因此，不會出現按標題閱讀排序。
- 表中縮寫對應
  - MC：遊戲藝術素材集
  - Win：Microsoft Windows
    - 98-XP：98,2000,Me,XP、98-Vi：左邊的支援加上Vista、XP-7：XP,Vista,7、XP-8：XP,Vista,7,8

  - PS3：PlayStation 3
  - PSP：PlayStation Portable
  - PSV：PlayStation Vita
  - CD：CD-ROM
  - DVD：DVD-ROM
  - BD：Blu-ray Disc
  - UMD：Universal Media Disc
  - DL：下載版

|     | 作品標題                                         | 機種      | 儲存媒體    | 發行日期   | 備註                                                                                 |
| --- | ------------------------------------------------ | --------- | ----------- | ---------- | ------------------------------------------------------------------------------------ |
| Z   | 00                                               | A         | A           | Windows    | Z                                                                                    |
| FC  | 英雄伝説VI 空の軌跡（初回版）                    | Win 98-XP | CD/DVD      | 2004.06.24 | 附贈初回特典的版本。                                                                 |
| FC  | 英雄伝説VI 空の軌跡（通常版）                    | Win 98-XP | CD/DVD      | 2004.10.28 | 沒有包含初回特典的版本。。                                                           |
| FC  | 英雄伝説VI 空の軌跡（普及版）                    | Win 98-XP | DVD         | 2005.12.23 | 降價版。取消CD發行。 在《SC》發售之後包裝改為《英雄伝説VI 空の軌跡FC》。             |
| FC  | 英雄伝説VI 空の軌跡（Vista対応版）               | Win 98-Vi | DVD         | 2007.03.29 | 官方支援Windows Vista。包裝改為《空の軌跡FC》。                                      |
| FC  | 英雄伝説 空の軌跡FC（7対応版）                   | Win XP-7  | DVD         | 2009.12.24 | 官方支援Windows 7、追加了PSP版戰鬥語音。                                             |
| FC  | 英雄伝説 空の軌跡FC（8対応版）                   | Win XP-8  | DVD         | 2013.04.12 | 官方支援Windows 8。                                                                  |
| SC  | 英雄伝説 空の軌跡SC                              | Win 98-XP | DVD         | 2006.03.09 | 首次發行版。                                                                         |
| SC  | 英雄伝説 空の軌跡SC（普及版）                    | Win 98-XP | DVD         | 2006.07.14 | 降價版。                                                                             |
| SC  | 英雄伝説 空の軌跡SC（Vista対応版）               | Win 98-Vi | DVD         | 2007.03.29 | 官方支援Windows Vista。                                                              |
| SC  | 英雄伝説 空の軌跡SC（7対応版）                   | Win XP-7  | DVD         | 2009.12.24 | 官方支援Windows 7。                                                                  |
| SC  | 英雄伝説 空の軌跡SC（8対応版）                   | Win XP-8  | DVD         | 2013.04.12 | 官方支援Windows 8。                                                                  |
| 3rd | 英雄伝説 空の軌跡 the 3rd（限定特典版）          | Win 98-Vi | DVD         | 2007.06.28 | 首次發行版。                                                                         |
| 3rd | 英雄伝説 空の軌跡 the 3rd（7対応版）             | Win XP-7  | DVD         | 2009.12.24 | 官方支援Windows 7。                                                                  |
| 3rd | 英雄伝説 空の軌跡 the 3rd（8対応版）             | Win XP-8  | DVD         | 2013.04.12 | 官方支援Windows 8。                                                                  |
| Set | 英雄伝説 空の軌跡・完全版 FC&SC                  | Win 98-XP | DVD         | 2006.03.09 | 《SC》開賣時與《FC》一同發售的合輯版。                                               |
| Set | 英雄伝説 空の軌跡 コンプリートセット             | Win 98-Vi | DVD         | 2007.06.28 | 《3rd》開賣時與《FC》、《SC》一同發售的合輯版。《FC》、《SC》為Windows Vista相容版。 |
| Set | 英雄伝説 空の軌跡セット                          | Win XP-7  | DVD         | 2009.12.24 | 三部曲的Windows 7相容版。                                                            |
| Z   | 40                                               | O         | T           | PSP        | Z                                                                                    |
| FC  | 英雄伝説 空の軌跡FC                              | PSP       | UMD         | 2006.09.28 | 添加戰鬥語音（新語音僅適用於約書亞、其他人從 PC 版《SC》中移植）。                   |
| FC  | 英雄伝説 空の軌跡FC PSP® the Best                | PSP       | UMD/DL      | 2010.12.16 | PSP通用的廉價版品牌，PSP® the Best。                                                 |
| SC  | 英雄伝説 空の軌跡SC                              | PSP       | UMD         | 2007.09.27 | 第一個UMD雙碟套裝的PSP遊戲。 增加最終章時的可選角色。                                |
| SC  | 英雄伝説 空の軌跡SC PSP® the Best                | PSP       | UMD         | 2010.12.16 | PSP通用的廉價版品牌，PSP® the Best。                                                 |
| SC  | 英雄伝説 空の軌跡SC PSP® the Best                | PSP       | DL          | 2012.11.08 | 下載版。                                                                             |
| 3rd | 英雄伝説 空の軌跡 the 3rd                        | PSP       | UMD         | 2008.07.24 | 〈星之門⑮〉的劇情與Windows版不同。                                                   |
| 3rd | 英雄伝説 空の軌跡 the 3rd PSP® the Best          | PSP       | UMD/DL      | 2010.12.16 | PSP通用的廉價版品牌，PSP® the Best。                                                 |
| MC  | 空の軌跡 マテリアルコレクション ポータブル       | PSP       | UMD         | 2007.12.20 | PSP版藝術素材合集，包括主題、壁紙、音樂等。                                          |
| Set | 英雄伝説 空の軌跡 完全版                         | PSP       | UMD         | 2007.12.20 | 《FC》、《SC》、《MC》的套裝販售。                                                   |
| Set | 英雄伝説 空の軌跡セット                          | PSP       | UMD         | 2008.11.27 | 3部曲合輯。包含預購特典《MC mini》。                                                 |
| Set | 英雄伝説 空の軌跡スーパープライスセット          | PSP       | UMD         | 2009.12.10 | 3部曲合輯、廉價版品牌「Super Price」。 附贈16張插畫明信片。                          |
| Z   | 80                                               | Q         | W           | PS3        | Z                                                                                    |
| FC  | 英雄伝説 空の軌跡FC：改 HD EDTION                | PS3       | BD/DL       | 2012.12.13 | PSP版的HD重製版。                                                                    |
| SC  | 英雄伝説 空の軌跡SC：改 HD EDTION                | PS3       | BD/DL       | 2013.04.25 | PSP版的HD重製版。                                                                    |
| 3rd | 英雄伝説 空の軌跡 the 3rd：改 HD EDTION          | PS3       | BD/DL       | 2013.06.27 | PSP版的HD重製版。                                                                    |
| Z   | 90                                               | S         | X           | PSV        | Z                                                                                    |
| FC  | 英雄伝説 空の軌跡 FC Evolution                   | PSV       | DL          | 2015.03.26 | 試玩版，只提供至序章。                                                               |
| FC  | 英雄伝説 空の軌跡 FC Evolution                   | PSV       | Vita卡帶/DL | 2015.06.11 | 沒有追加內容的普通版。                                                               |
| FC  | 英雄伝説 空の軌跡 FC Evolution 限定版            | PSV       | Vita卡帶    | 2015.06.11 | 包含DVD、設定集等特典。                                                              |
| FC  | 英雄伝説 空の軌跡 FC Evolution キャラアニ限定BOX | PSV       | Vita卡帶    | 2015.06.11 | 包含DVD、設定集、壓克力吊飾、真皮配件等特典。                                        |
| SC  | 英雄伝説 空の軌跡 SC Evolution                   | PSV       | DL          | 2015.09.24 | 試玩版，只提供至序章。                                                               |
| SC  | 英雄伝説 空の軌跡 SC Evolution                   | PSV       | Vita卡帶/DL | 2015.12.10 | 沒有追加內容的普通版。                                                               |
| SC  | 英雄伝説 空の軌跡 SC Evolution 限定版            | PSV       | Vita卡帶    | 2015.12.10 | 包含DVD、設定集等特典。                                                              |
| SC  | 英雄伝説 空の軌跡 SC Evolution キャラアニ限定BOX | PSV       | Vita卡帶    | 2015.12.10 | 包含DVD、設定集、壓克力吊飾等特典。                                                  |
| 3rd | 英雄伝説 空の軌跡 the 3rd Evolution              | PSV       | DL          | 2016.04.25 | 試玩版，只提供至序章。                                                               |
| 3rd | 英雄伝説 空の軌跡 the 3rd Evolution              | PSV       | Vita卡帶/DL | 2016.07.14 | 沒有追加內容的普通版。                                                               |
| 3rd | 英雄伝説 空の軌跡 the 3rd Evolution 限定版       | PSV       | Vita卡帶    | 2016.07.14 | 包含DVD、設定集等特典。                                                              |
| Set | 英雄伝説 空の軌跡 FC・SC Evolution TWINパック    | PSV       | Vita卡帶    | 2015.12.10 | 《FC》、《SC》套裝販售。包含DVD、設定集、壓克力吊飾等特典。                          |
| Set | 英雄伝説 空の軌跡 三昧セット                     | PSV       | Vita卡帶    | 2016.07.14 | 3部曲合輯。包含CD、DVD、設定集、壓克力吊飾、真皮配件等特典。                         |
| Set | 英雄伝説 空の軌跡 トリプルパック                 | PSV       | DL          | 2018.08.20 | 下載版3部曲合輯。                                                                    |
| E   | Z                                                | Z         | Z           | FC         | Z                                                                                    |
| R   | Z                                                | Z         | Z           | SC         | Z                                                                                    |
| T   | Z                                                | Z         | Z           | the 3rd    | Z                                                                                    |
| U   | Z                                                | Z         | Z           | MC         | Z                                                                                    |
| V   | Z                                                | Z         | Z           | セット     | Z                                                                                    |

#### PSP
在Falcom移植《咕嚕小天使》至PlayStation Portable平台獲得成功後，《FC》、《SC》、《3rd》都陸續移植到PSP平台上。
新增要素
除了移植自PC版的內容之外，《FC》、《SC》和《3rd》的PSP版主要還新增了多項原創要素：

| 1. 「魔獸手冊」與「地名收集」功能 2. 擁有角色配音（之后角色配音亦被整合進了《FC》的Windows 7對應版） 3. 全破一輪之後，可選擇繼承武器、裝備或七耀石等項目來重新遊玩 4. 全破一輪後可選擇高難度模式「困難」與「惡夢」 5. 料理時，艾絲蒂爾會穿圍裙 | 1. 「魔獸手冊」與「地名收集」功能 2. 尤莉亞與穆拉在最終話成為可使用人物 3. 追加執行者的戰鬥配音 4. 可選擇高難度模式「困難」與「惡夢」 5. 追加結晶迴路－「刻耀珠」（驅動3） 6. 追加緹妲的新S-Craft－「炮射衝擊F」 7. 料理時，艾絲蒂爾會穿圍裙 | 1. 追加跳過S-Craft動畫的功能 2. 追加跳過劇情動畫的功能 3. 可選擇高難度模式「困難」與「惡夢」 4. 追加結晶迴路－「驅動3」、「魔鏡」、「神鏡」等 5. 軌跡之絆（軌跡でポン）增加「Maniac」難度 6. 「星之門⑮」的內容更動 7. 亞妮拉絲的專用武器利劍「迅羽」在使用亞妮拉絲參加完裏武術大會惡夢難度後強化 8. 料理時，會出現凱文或莉絲做料理的圖像 |

※此外也有些遊戲中的小細節與PC版的不同。

#### PS3
2012年Falcom宣布空之軌跡系列陸續移植至PlayStation 3平台，並對遊戲畫面進行高畫質重製。
新增要素
1. 重製影像及圖片解析度到HD版720p，與PSP版存檔互通。
2. 採用藍光光碟存儲，遊戲原聲專輯也進行高音質化，與遊戲合併在同一張光碟。
3. 增加新繪插圖，首批並附贈軌跡系列的PS3桌面主題。

### 中文版
中文Microsoft Windows平台版本由娛樂通取得代理。簡體中文版由娛樂通在中國大陸發售，繁體中文版則由英特衛在臺灣及和Typhoon Games在香港發售。
《FC》在PlayStation Vita上的的升级版《英雄传说：空之轨迹FC 全面进化版》已经确认推出中文版，繁体中文版发售日原為2015年10月1日，後兩次更改為同年的10月22日及11月5日。简体中文版2016年8月25日发售。
| 版本                 | 各地發行時間   | 各地發行時間   | 平台 |
| 版本                 | 中國大陸       | 台灣、香港     | 平台 |
| -------------------- | -------------- | -------------- | ---- |
| 空之軌跡 FC          | 2006年 1月20日 | 2006年 4月22日 | PC   |
| 空之軌跡 SC          | 2007年 8月28日 | 2007年11月13日 | PC   |
| 空之軌跡 the 3rd     | 2008年 7月 8日 | 2008年 8月26日 | PC   |
| 空之軌跡合輯         | 2010年度       | 2011年12月20日 | PC   |
| 空之軌跡 FC Evo      | -              | 2015年11月 5日 | PSV  |
| 空之軌跡 SC Evo      | -              | 2017年12月19日 | PSV  |
| 空之軌跡 the 3rd Evo | -              | 2018年 3月22日 | PSV  |

#### 爭議
《3rd》在中國大陸發售時，為通過新聞出版總署之遊戲審批，部分被認為含有血腥暴力和情色傾向的遊戲內容遭到代理商娛樂通的刪除和替換。此項做法使不少玩家大為不滿，而更動的內容如下：
1. 「星之門⑮」的內容更動
2. 翡翠迴廊的怪物類型更動
3. 賭博小遊戲名稱更動
4. 消除鮮血特效

#### 程序錯誤
该游戏在中国大陆发售时，早期简体中文的界面翻译存在不少问题。其中的一句台词“嘿嘿嘿，还好啦”（GBK：BA D9 BA D9 BA D9 A3 AC BB B9 BA C3 C0 B2）因为丢失开头一个字节，变成乱码“俸俸伲购美病”而广受玩家诟病。这些错误已通过后续的补丁修正。

### 韓國版
韩国版（：／）由AruonGames Inc.代理Windows版，以網路認證下載的形式販售。但製作了遊戲中主角約書亞的口琴之實體版本，以周邊紀念商品的模式販售，售價是68200韓元。

### 北美版
由Xseed Games代理，發行時將遊戲名稱譯為，《FC》英文PSP版於2011年3月29日發售。2013年XSEED合併至Marvelous，更名為Marvelous USA；2014年7月29日在Steam平台上發行《FC》英文PC版，《SC》英文PC版也預定於2015年推出。
|    | 標題                                                   | 作業平台 | 發行日期        | 備註                             |
| -- | ------------------------------------------------------ | -------- | --------------- | -------------------------------- |
| FC | The Legend of Heroes: Trails in the Sky                | PSP      | 2011年 3月29日  |                                  |
| FC | The Legend of Heroes: Trails in the Sky                | PC       | 2014年 7月29日  | 原代理商XSEED更名為Marvelous USA |
| SC | The Legend of Heroes: Trails in the Sky Second Chapter | PC       | 2015年 10月29日 |                                  |

## 衍生遊戲
- 《魔喚精靈》

在PSP平台推出的經典回合制棋盤式戰略遊戲。大量《空之軌跡系列》的角色在此作登場。
- 《伊蘇vs.空之軌跡 Alternative Saga》

在PSP平台推出的對戰遊戲，與《伊蘇系列》角色一同作為本作的參戰角色。
- 《英雄傳說 空之軌跡 Online Mobile》

在可連網路手機上推出的MMORPG遊戲。
- 《英雄傳說 空之軌跡 素材集 攜帶版》[7]

本作品收錄《空之軌跡》的遊戲影片、音樂、PSP專用桌布、《FC》及《SC》的遊戲體驗版等內容，非《空之軌跡》的遊戲續作。

## 主題曲
|         | OP/ED | 曲名                    | 主唱                        | 作詞           | 作曲                  | 編曲       | 演奏             |
| ------- | ----- | ----------------------- | --------------------------- | -------------- | --------------------- | ---------- | ---------------- |
| FC      | ED    | 星之所在（）            | う〜み Ch：伊藤和子         | 浜田英明       | Falcom Sound Team jdk | 和田耕平   |                  |
| SC      | OP    | 銀之意志 金之翼（）     | 山脇宏子 Ch：しばざきあやこ | 一二三恭       | Falcom Sound Team jdk | 神藤由東大 | 小提琴：熊澤洋子 |
| SC      | ED    | I swear..               | 小寺可南子                  | しばざきあやこ | Falcom Sound Team jdk | 和田耕平   | 吉他：後藤晃弘   |
| the 3rd | OP    | Cry for me, cry for you | 小寺可南子                  | 一二三恭       | Falcom Sound Team jdk | 神藤由東大 |                  |
| the 3rd | ED    | 仰望天空（）            | 小寺可南子                  | 一二三恭       | Falcom Sound Team jdk | 神藤由東大 |                  |

## 週邊企劃
以下產品皆以日本地區發售日期為主。

### 音樂專輯(OST)
| 專輯標題         | 編號         | 發售日        | 備註                     |
| ---------------- | ------------ | ------------- | ------------------------ |
|                  | ED6-MAXI     | 2004年6月24日 | 《FC》初回特典           |
|                  | ED6-SAV      | 2004年6月24日 | 《FC》初回特典           |
| JDK UNUSED MUSIC | JDK-UPM      | 2004年6月24日 | 《FC》公式通販特典       |
|                  | NW10102550-1 | 2004年7月30日 |                          |
| / I swear...     | SORA2-SONG   | 2006年3月9日  | 《SC》公式通販特典       |
|                  | NW10102680   | 2006年7月14日 | 先行DL 6月14日 - 7月13日 |
|                  | NW10102690   | 2006年8月25日 | 先行DL 7月14日 - 8月14日 |
|                  | NW10102700   | 2006年9月15日 | 先行DL 8月15日 - 9月14日 |
|                  | SORA3-OSTM   | 2007年6月28日 | 《3rd》公式通販特典      |
|                  | NW10102750   | 2007年9月27日 |                          |

### 廣播劇CD
英雄傳說 空之軌跡 廣播劇CD ～離去的決意～
2006年3月9日 《SC》初回版特典，2009年4月25日發售。
《FC》劇情廣播劇化。
英雄傳說 空之軌跡SC 廣播劇CD ～維繫的羈絆～
2009年4月25日發售
《SC》劇情廣播劇化。
英雄傳說 空之軌跡 the 3rd 廣播劇CD ～靈魂的烙印～
2009年7月25日發售
《3rd》主要故事廣播劇化。
英雄傳說 空之軌跡 約書亞物語 ～封印的記憶～
2009年7月25日發售
以約書亞作為主角，在《3rd》的「門」中的小故事廣播劇化。
英雄傳說 空之軌跡 緹妲物語 ～相連的情感～
2009年11月28日發售
以緹妲作為主角，在《3rd》的「門」中的小故事廣播劇化。
英雄傳說 空之軌跡 克蘿賽物語 ～翼－振翅高飛之時～
2009年11月28日發售
以克蘿賽作為主角，在《3rd》的「門」中的小故事廣播劇化。
英雄傳說 空之軌跡 ～Advanced Chapter～
2010年3月27日發售
時間點位於《3rd》與《零》之間的原創故事。
英雄傳說 空之軌跡 ～噬身之蛇報告書～
2010年3月27日發售
從結社觀點總結《FC》、《SC》事件的廣播劇化。
英雄傳說 空之軌跡 奧利維爾物語 ～未完成的敘事詩～
2010年12月18日發售
以奧利維爾作為主角，從他的視點總結《FC》到《3rd》經歷之事件的廣播劇化。
英雄傳說 空之軌跡 緹妲的秘密計畫
2013年10月8日發售
以緹妲作為主角，漫畫「英雄傳說 空之軌跡」第六集豪華版特典。

### 漫畫

#### 英雄傳說 空之軌跡
2009年10月開始在日本的網路漫畫雜誌《YOMBAN》連載。
由啄木鳥真紀作畫。
單行本
| 卷數 | 萬代影視       | 萬代影視                                            | 東立出版社    | 東立出版社        |
| 卷數 | 發售日期       | ISBN                                                | 發售日期      | ISBN              |
| ---- | -------------- | --------------------------------------------------- | ------------- | ----------------- |
| 1    | 2010年12月10日 | 978-4-04-899203-9                                   | 2012年8月22日 | 978-986-10-9811-1 |
| 2    | 2011年5月10日  | 978-4-04-899221-3                                   | 2013年4月22日 | 978-986-10-9812-8 |
| 3    | 2011年12月9日  | 978-4-04-899240-4                                   | 2013年7月5日  | 978-986-10-9813-5 |
| 4    | 2012年8月9日   | 978-4-04-899248-0                                   | 2015年4月7日  | 978-986-332-973-2 |
| 5    | 2013年3月9日   | 978-4-04-899249-7                                   | 2015年6月4日  | 978-986-332-974-9 |
| 6    | 2013年10月8日  | 978-4-04-899250-3(豪華版) 978-4-04-899251-0(通常版) | 2015年7月23日 | 978-986-332-975-6 |

#### 英雄傳說 空之軌跡SC
2014年6月開始在日本的網路漫畫雜誌《Fami通Comic Clear》連載。
與漫畫《英雄傳說 空之軌跡》一樣，由啄木鳥真紀作畫。
單行本
| 卷數 | KADOKAWA       | KADOKAWA          |
| 卷數 | 發售日期       | ISBN              |
| ---- | -------------- | ----------------- |
| 1    | 2014年12月26日 | 978-4-04-730123-8 |
| 2    | 2015年11月25日 | 978-4-04-730820-6 |
| 3    | 2016年10月15日 | 978-4-04-728226-1 |

#### 英雄傳說 空之軌跡SC -絆の在り処-
單行本
| 卷數 | Fields Corporation | Fields Corporation |
| 卷數 | 發售日期           | ISBN               |
| ---- | ------------------ | ------------------ |
| 1    | 2017年6月27日      | 978-4-80-213057-8  |
| 2    | 2018年2月23日      | 978-4-80-213088-2  |
| 3    | 2018年10月25日     | 978-4-80-213124-7  |
| 4    | 2019年8月24日      | 978-4-80-213156-8  |
| 5    | 2020年11月12日     | 978-4-80-213211-4  |
| 6    | 2021年11月16日     | 978-4-80-213294-7  |

#### 空之軌跡外傳 萊維物語
以結社執行者萊維為主角，重新詮釋空之軌跡系列劇情。
由田沢大典主筆，楽時たらひ作畫。
單行本
| 卷數 | Fields Corporation | Fields Corporation |
| 卷數 | 發售日期           | ISBN               |
| ---- | ------------------ | ------------------ |
| 1    | 2012年3月1日       | 978-4-89-610224-6  |
| 2    | 2012年9月24日      | 978-4-89-610251-2  |
| 3    | 2013年3月11日      | 978-4-89-610268-0  |

### 小說
英雄傳說 空之軌跡(1) 消失的定期船
對空之軌跡正傳劇情的演繹。
作者長谷川雅一。小說插圖由Wada Arco擔當

### OVA動畫
以《英雄傳說 空之軌跡 THE ANIMATION》作為標題，2011年11月販售，全部共兩集。

#### STAFF
- 監督 - 橘正紀
- 系列構成・腳本 - 上江洲誠
- 人物原案 - Falcom
- 人物設計・總作畫監督 - 野崎敦子
- 布景設計 - 菱沼由典
- 架構設計 - 安藤賢司
- 美術監督 - 竹田悠介、丁樹錄
- 色彩設計 - 加藤里惠
- 攝影監督 - 木村俊也
- 3D監督 - 井野元英二
- 音響監督 - たなかかずや
- 編輯 - 竹内康晃
- 動畫制作 - Kinema Citrus
- 協力- Falcom
- 製作- 空之軌跡製作委員會

#### 主題曲
- 表中使用下列簡稱。
  - 主題曲：OP / 結束曲：ED / 和聲：Ch

| 游戲    | OP/ED | 曲名                    | 歌                          | 作詞           | 作曲                  | 編曲       | 演奏                 |
| ------- | ----- | ----------------------- | --------------------------- | -------------- | --------------------- | ---------- | -------------------- |
| FC      | ED    | 星の在り処              | う〜み Ch：伊藤和子         | 浜田英明       | Falcom Sound Team jdk | 和田耕平   |                      |
| SC      | OP    | 銀の意志 金の翼         | 山脇宏子 Ch：しばざきあやこ | 一二三恭       | Falcom Sound Team jdk | 神藤由東大 | バイオリン：熊澤洋子 |
| SC      | ED    | I swear...              | 小寺可南子                  | しばざきあやこ | Falcom Sound Team jdk | 和田耕平   | ギター：後藤晃弘     |
| the 3rd | OP    | Cry for me, cry for you | 小寺可南子                  | 一二三恭       | Falcom Sound Team jdk | 神藤由東大 |                      |
| the 3rd | ED    | 空を見上げて            | 小寺可南子                  | 一二三恭       | Falcom Sound Team jdk | 神藤由東大 |                      |

## 销售
至2013年年底，空之軌跡FC已售出超过50万份。 空之軌跡三部曲目前在日本已銷售超過70萬套，全球各平台累計銷量超過一百萬套。

## 外部連結
- （日語）Falcom （页面存档备份，存于）
- （日語）英雄傳說VI 空之軌跡系列官方網站
- （日語）英雄傳說「空之軌跡」THE ANIMATION （页面存档备份，存于）
- （日語）空之軌跡 Remake Project （页面存档备份，存于）
- （简体中文）北京娛樂通
- （繁體中文）英特衛
- （繁體中文）Typhoon Games (HK) Ltd （页面存档备份，存于）